# Acis rosea
Acis rosea är en amaryllisväxtart som först beskrevs av F.Martin bis, och fick sitt nu gällande namn av Robert Sweet. Acis rosea ingår i släktet Acis och familjen amaryllisväxter. Inga underarter finns listade i Catalogue of Life.